# 橙花开口箭
橙花开口箭（学名：Tupistra aurantiaca）为天门冬科开口箭属的植物。分布在印度、尼泊尔以及中国大陆的西藏、云南等地，生长于海拔1,800米至2,900米的地区，见于沟边杂木林内、密林中和山坡石头，目前尚未由人工引种栽培。